# ママのご帰還
『ママのご帰還』（ママのごきかん、My Favorite Wife、イギリスでは、My Favourite Wife）は、レオ・マッケリーが制作して脚本の執筆にも加わり、ガーソン・ケニンが監督した、スクリューボール・コメディの形をとった1940年の映画。主演はアイリーン・ダンで、船の遭難事故に巻き込まれ、熱帯の島で数年を過ごした後、夫と子どもたちのもとに戻ってきた女性を演じ、夫役はケーリー・グラントが務めた。物語は、アルフレッド・テニスンの1864年の物語詩「イノック・アーデン (Enoch Arden)」の翻案であり、主人公夫妻の姓アーデンもそこに由来している。助演陣では、主人公が突然帰還する直前にグラント演じる夫が結婚する相手の女性をゲイル・パトリック (Gail Patrick) が、妻が救出されるまで孤島で数年を一緒に過ごした男性をランドルフ・スコットが演じた。

## あらすじ
妻エレンが船の遭難で行方不明になって7年経ち、弁護士ニック・アーデンは、失踪宣告によって妻が死亡したものとして、ビアンカと結婚しようとする。しかし、遭難後に無人島にたどり着いていたエレンが、救出されたこと明らかになる。家に戻ってきた彼女は、ニックが新しい妻との新婚旅行に出立したばかりであることを知る。
新婚初夜を迎える前に、エレンは夫の居場所を突き止め、夫はビアンカにどう告げればよいか，途方に暮れる。夫はこの不愉快な仕事をどんどん先延ばしにしてしまう。一方ビアンカは、ニックの奇妙な行動、とりわけ結婚の手続きを完了させようとしないことに、苛立ちをつのらせ、精神分析家のコヒマー博士を呼ぶ。ニックは保険調停員から、エレンが島でスティーヴン・バーケットという男と一緒で、互いに「アダム」、「イヴ」と呼びあっていた仲だったという噂を聞かされ、事はいよいよ複雑になる。ニックがエレンを問いつめると、エレンは、風采の上がらない靴のセールスマンをスティーヴンに仕立てて誤摩化そうとするが、ニックは既に本物の、いかにも男らしい好男子であるスティーヴンの正体を見つけていた。
ニックは、この状況をビアンカと、彼女が助言を求めた先進分析家のコヒマー博士に、説明しようとするが、彼らはニックの言うことを信じてくれないまま…ニックは重婚の咎で逮捕されてしまう。法廷では、エレンの失踪宣告を出し、ニックとビアンカの結婚を承認したブライソン判事が、今度は2度目の結婚を無効とした。この時点までに、エレンはもはやニックの気持ちが自分に向いているのかどうか、分からなくなっていた。スティーヴンは、彼女に求婚し、一緒に島に戻ろうと言うが、エレンはまだニックを愛している。結末では、ニックとエレンが和解する。

## キャスト
- エレン・ワグスタッフ・アーデン - アイリーン・ダン
- ニック・アーデン - ケーリー・グラント
- スティーヴン・バーケット - ランドルフ・スコット
- ビアンカ・ベイツ - ゲイル・パトリック (Gail Patrick）
- ニックの母マー - アン・シューメーカー（Ann Shoemaker）
- アーデン夫妻の息子ティム - スコティ・ベケット（Scotty Beckett）
- アーデン夫妻の息子チンチ - メリー・ルー・ハリントン
- ホテルの従業員 - ドナルド・マクブライド (Donald MacBride）
- 保険調停員ジョンソン - ヒュー・オコンネル（Hugh O'Connell）
- ブライソン判事 - グランヴィル・ベイツ（Granville Bates）
- コヒマー博士 - ペドロ・デ・コルドバ（Pedro de Cordoba）
- 靴のセールスマン - チェスター・クルート（Chester Clute）：クレジットなしの出演

※日本語吹替：初放送1963年9月21日 23:15- TBS『週末名画劇場』

## 受容
この映画はヒット作となり、$505,000.の収益を上げた。

## アカデミー賞でのノミネート
この映画は、第13回アカデミー賞において原案賞、作曲賞に加え、ヴァン・ネスト・ポルグレス (Van Nest Polglase) とマーク＝リー・カーク (Mark-Lee Kirk) が美術賞（モノクロ映画部門）にノミネートされたが、いずれも受賞は逃した。

## ラジオドラマ化
1940年から50年にかけて6回ラジオドラマ化が行われている。
- 『ラックス・ラジオ・シアター（英語版）』（CBS）
  - 1940年12月9日放送（エレン：ロザリンド・ラッセル、ニック：ローレンス・オリヴィエ）
- 『スクリーン・ギルド・シアター（英語版）』（CBS）
  - 1941年3月23日放送（エレン：アイリーン・ダン、ニック：ロバート・モンゴメリー）
  - 1942年11月2日放送（エレン：バーバラ・スタンウィック、ニック：ロバート・テイラー）
  - 1945年11月12日放送（エレン：グリア・ガースン、ニック：リチャード・ネイ）[4]
- 『フィリップ・モリス・プレイハウス（英語版）』（CBS）
  - 1941年10月31日放送（エレン：マデリーン・キャロル、ニック：バージェス・メレディス）
- 『スクリーン・ディレクターズ・プレイハウス（英語版）』（NBC）
  - 1950年12月7日放送（エレン：アイリーン・ダン、ニック：ケーリー・グラント）

## リメイク
20世紀フォックスは1962年に、マリリン・モンロー、ディーン・マーティン、シド・チャリシー主演で、『Something's Got to Give』という仮のタイトルのもと、ジョージ・キューカー監督を起用して、この作品のリメイクの制作をはじめた。撮影は当初からいろいろな問題を抱え、特にモンローがきちんと時間通りに撮影に出て来ないことがその大きな原因となっていた。モンローは降板させられ、代役にリー・レミックを立てようとしたところマーティンがこれに受け入れなかった。1962年8月にモンローが死去した後、改めてドリス・デイとジェームズ・ガーナーを主演とする配役で新たなバージョンとはいえ、旧版にかなり忠実なバージョンの作品が制作された、『女房は生きていた (Move Over, Darling)』というタイトルで1963年に公開された。未完成に終わった『Something's Got to Give』（日本語では翌年の映画と同じく『女房は生きていた』と称される）は、撮影済みのフィルムの一部が残されており、レミックを起用した取り直しの場面もいくつかが残されている。

## 関連作品
- Too Many Husbands - 1940年のロマンティック・コメディ映画：夫を船の事故で亡くし再婚した女性のもとに、死んだと思っていた夫が現れる。 物語詩『イノック・アーデン』の翻案のひとつ。

- 私の夫は二人いる (Three for the Show) - 1955年のミュージカル・コメディ映画仕立てによる上記『Too Many Husbands』のリメイク：ベティ・グレイブル、ジャック・レモン、ガワー・チャンピオン (Gower Champion)、マージ・チャンピオン (Marge Champion) 主演